# Atopetholus barbaranus
Atopetholus barbaranus är en mångfotingart som beskrevs av Chamberlin 1949. Atopetholus barbaranus ingår i släktet Atopetholus och familjen Atopetholidae. Inga underarter finns listade i Catalogue of Life.